# Bukowina Tatrzańska (gmina)
Bukowina Tatrzańska est une gmina rurale du powiat de Tatras, Petite-Pologne, dans le sud de la Pologne, à la frontière avec la Slovaquie. Son siège est le village de Bukowina Tatrzańska, qui se situe environ 14 km au nord-est de Zakopane et 80 km au sud de la capitale régionale Cracovie.
La gmina couvre une superficie de 131,84 km2 pour une population de 12 386 habitants.

## Géographie
La gmina inclut les villages de Białka Tatrzańska, Brzegi, Bukowina Tatrzańska, Czarna Góra, Groń, Jurgów, Leśnica et Rzepiska.
La gmina borde la ville de Zakopane et les gminy de Biały Dunajec, Łapsze Niżne, Nowy Targ, Poronin et Szaflary. Elle est également frontalière de la Slovaquie.